# Кувана, Масахиро
Масахиро Кувана (яп. 桑名正博; 7 августа 1953 года — 26 октября 2012 года), настоящее имя — Когё Кувана — популярный японский музыкант, актёр и предприниматель.

## Биография
Является наследником имения рода Кувана в седьмом поколении. Вырос в доме на 700 квадратных метров, имеет родную сестру Харуку. В 1957 году был отдан в детский сад, в 1960 году — в начальную школу Сумиёси в городе Осака. В 1967 году перешёл в среднюю школу. В 1970 году, благодаря задействованности на выставке «Expo-70», проходившей в Осаке, уехал в Сан-Франциско.
После возвращения на родину в 1971 году, создал собственную музыкальную группу - ファニー・カンパニー (Funny Company). Дебютировал в 1972 году, выпустив два альбома в 1973 и 1974 гг., после выпуска второго альбома группа была расформирована. Его сольная карьера началась в 1975 году, а год спустя компания RCA выпустила его первый сольный альбом «Who Are You?». А 1979 году его сингл «セクシャルバイオレットNo.1» («Sexual Violet No.1») занял первое место в японских чартах.
В сентябре 1977 года был осуждён на три года условно за употребление каннабиса и кокаина.
5 марта 1980 года состоялось его бракосочетание с Энн Льюис, популярной японской певицей американского происхождения. 29 сентября 1981 года, был задержан по подозрению в развратных действиях в отношении 19-летней поклонницы, но дело было урегулировано с потерпевшей стороной в досудебном порядке. 25 декабря того же года вновь обвинялся в использовании каннабиса. В 1984 году последовал развод с Энн Льюис. Имеет сына - Мьюидзи.
В 1990 году, после смерти отца, взял на себя управление семейным бизнесом. Занимался благотворительностью, оказывая поддержку нуждающимся детям и помощь желающим взять к себе бездомных собак, сам содержал большое количество собак в своём имении.
С 1986 по 2002 год снимался в кинофильмах на главных ролях.
В 2006 году отошёл от дел. Ранним утром 15 июля 2012 года у Масахиро произошло кровоизлияние в мозг, и он без сознания был доставлен в больницу Осаки. Находился на искусственное кормлении, умер 26 октября 2012 года. 30 октября в Осаке состоялись похороны, в которых приняли участие более 5 тысяч человек.

## Дискография
Альбомы
- (1976.07.05) Who Are You?
- (1977.07.05) Masahiro II
- (1978.07.05) Tequila Moon
- (1979.01.25) ロード・マシーン [Road Machine]
- (1979.06.21) Kuwana No.5
- (1979.12.16) Communication
- (1980.06.21) Tear Drops
- (1981.11.21) Miller Dr.
- (1983.03.25) WoManiac
- (1985.01.21) Roppongi Noise
- (1988.02.25) KUWANA
- (1988.11.28) IT'S ONLY LOVE
- (1989.09.10) For Paradise
- (1992.06.26) 百万人に一人の女 [Hyakuman-Nin Ni Hitori No Onna]
- (1996.03.25) マハロ [Mahalo]
- (1996.12.09) For Angels
- (2005.06.29) Dear My Friend

Мини-альбомы
- (1981.09.21) Rock'N Soul Special
- (1985.07.21) Follow Your Heart

## Избранная фильмография
- Журнал комиксов (1986)
- Aiki (2002)[англ.] — Shotaro Gensui
- Kaze no kuni(1991)
- Shin gokudo no onna-tachi (1991)[яп.]